# Cerisy-Belle-Étoile
Cerisy-Belle-Étoile (früher Cerisi-Belle-Étoile) ist eine französische Gemeinde mit 706 Einwohnern (Stand 1. Januar 2022) im Département Orne in der Region Normandie (vor 2016 Basse-Normandie). Sie gehört zum Arrondissement Argentan und zum Kanton Flers-1. Die Einwohner werden Ceriséens oder Estoliens genannt.

## Geografie
Die Gemeinde Cerisy-Belle-Étoile liegt am Fluss Noireaux, neun Kilometer nordwestlich von Flers und etwa 60 Kilometer südsüdwestlich von Caen. Im Gemeindegebiet von Cerisy-Belle-Étoile erhebt sich der 246 m hohe Mont Cerisy, der die Umgebung um 100 Höhenmeter überragt. Umgeben wird Cerisy-Belle-Étoile von den Nachbargemeinden Caligny im Norden und Osten, La Bazoque im Nordosten und Osten, La Lande-Patry im Südosten und Süden, Landisacq im Süden und Südwesten, Tinchebray-Bocage im Südwesten und Westen, Montsecret-Clairefougère im Westen sowie Saint-Pierre-d’Entremont im Westen und Nordwesten.

## Bevölkerungsentwicklung
| Jahr                       | 1962 | 1968 | 1975 | 1982 | 1990 | 1999 | 2006 | 2014 | 2021 |
| Einwohner                  | 556  | 596  | 585  | 639  | 704  | 688  | 739  | 721  | 709  |
| Quellen: Cassini und INSEE |      |      |      |      |      |      |      |      |      |

## Sehenswürdigkeiten
- Kirche Saint-Jean-Baptiste aus dem 18. Jahrhundert
- altes Kloster von Belle-Étoile, 1216 gegründet, seit 1926/1986 Monument historique
- Burgruine auf dem Mont Cerisy

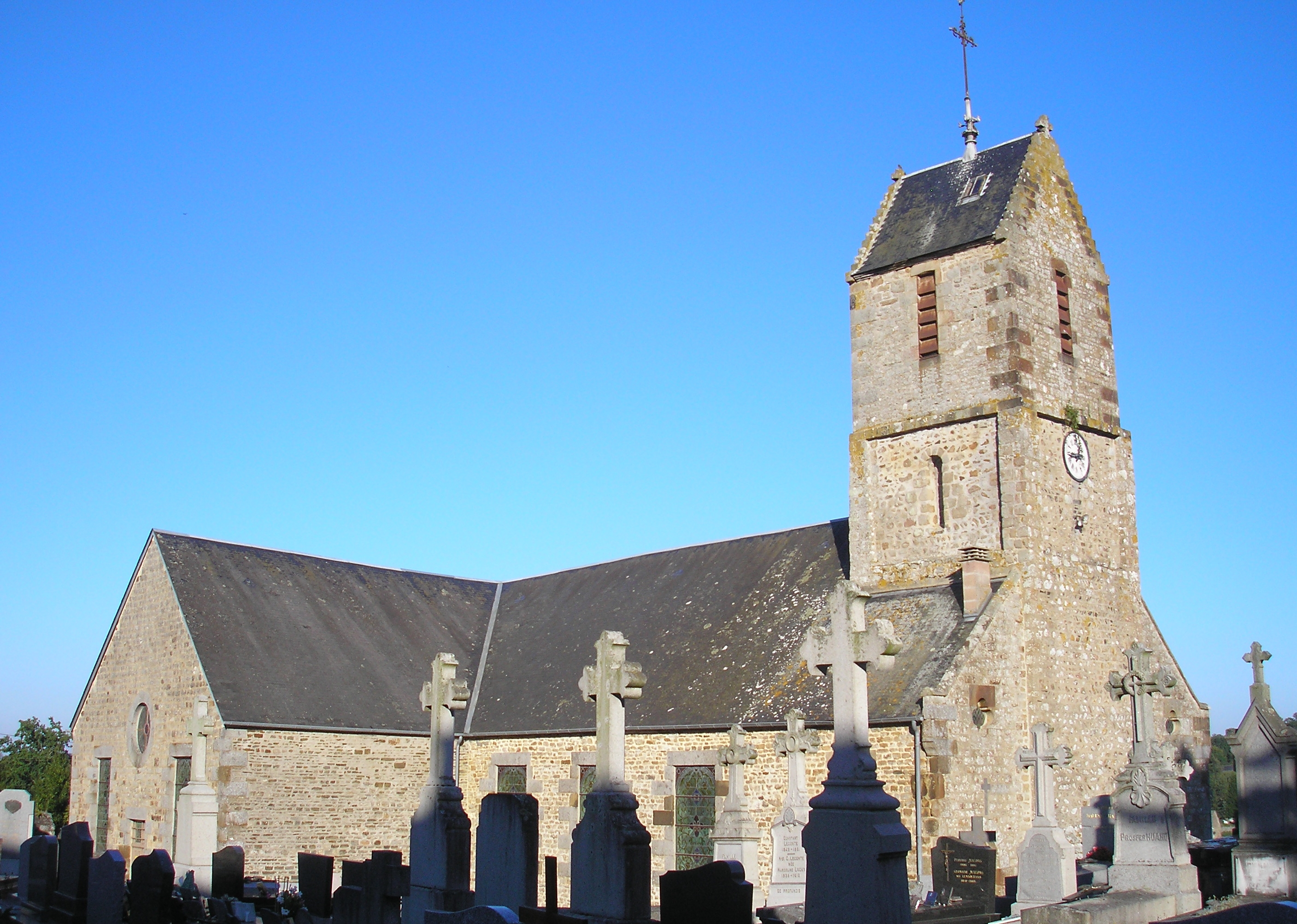
Kirche Saint-Jean-Baptiste
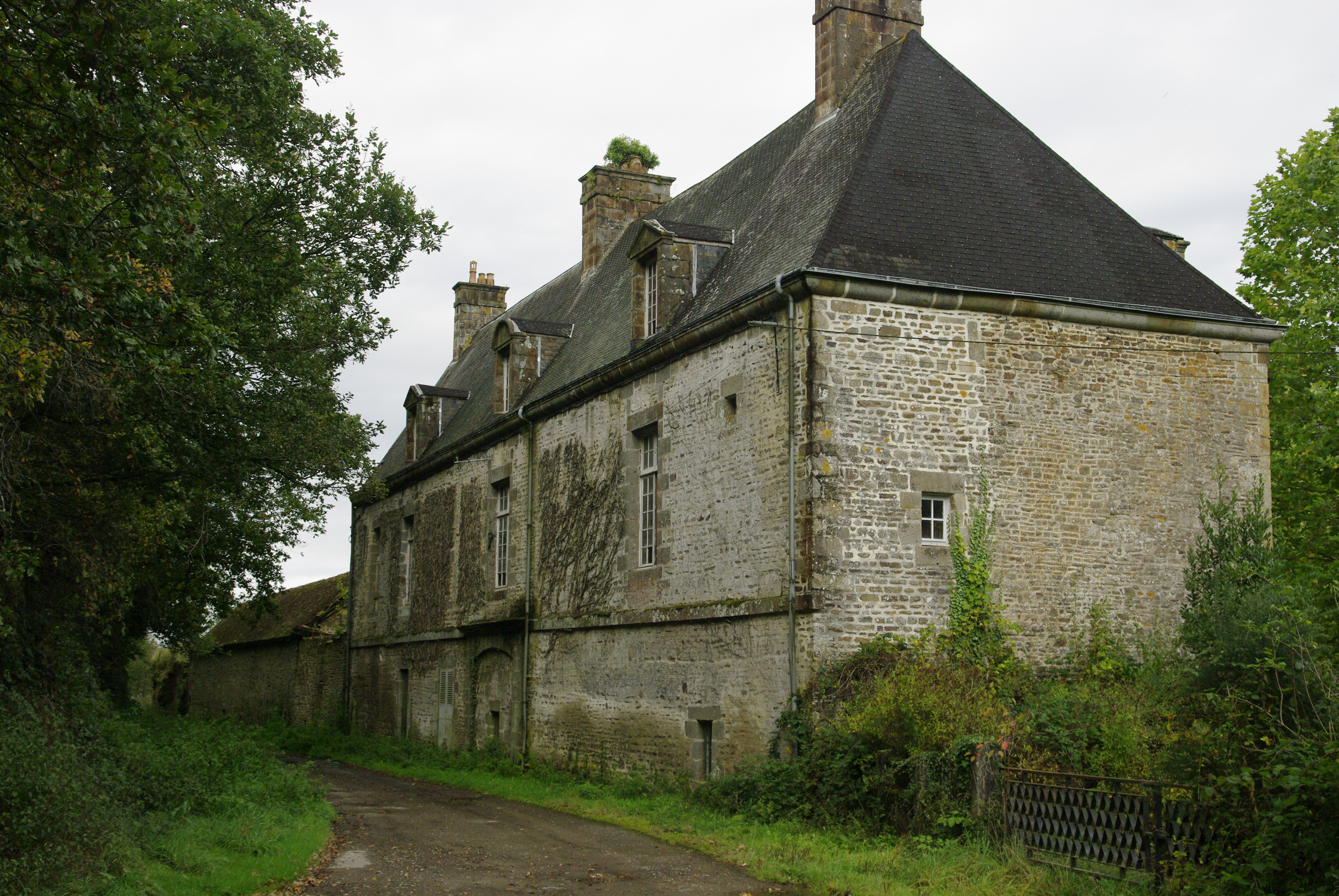
Klosterruine von Belle-Étoile
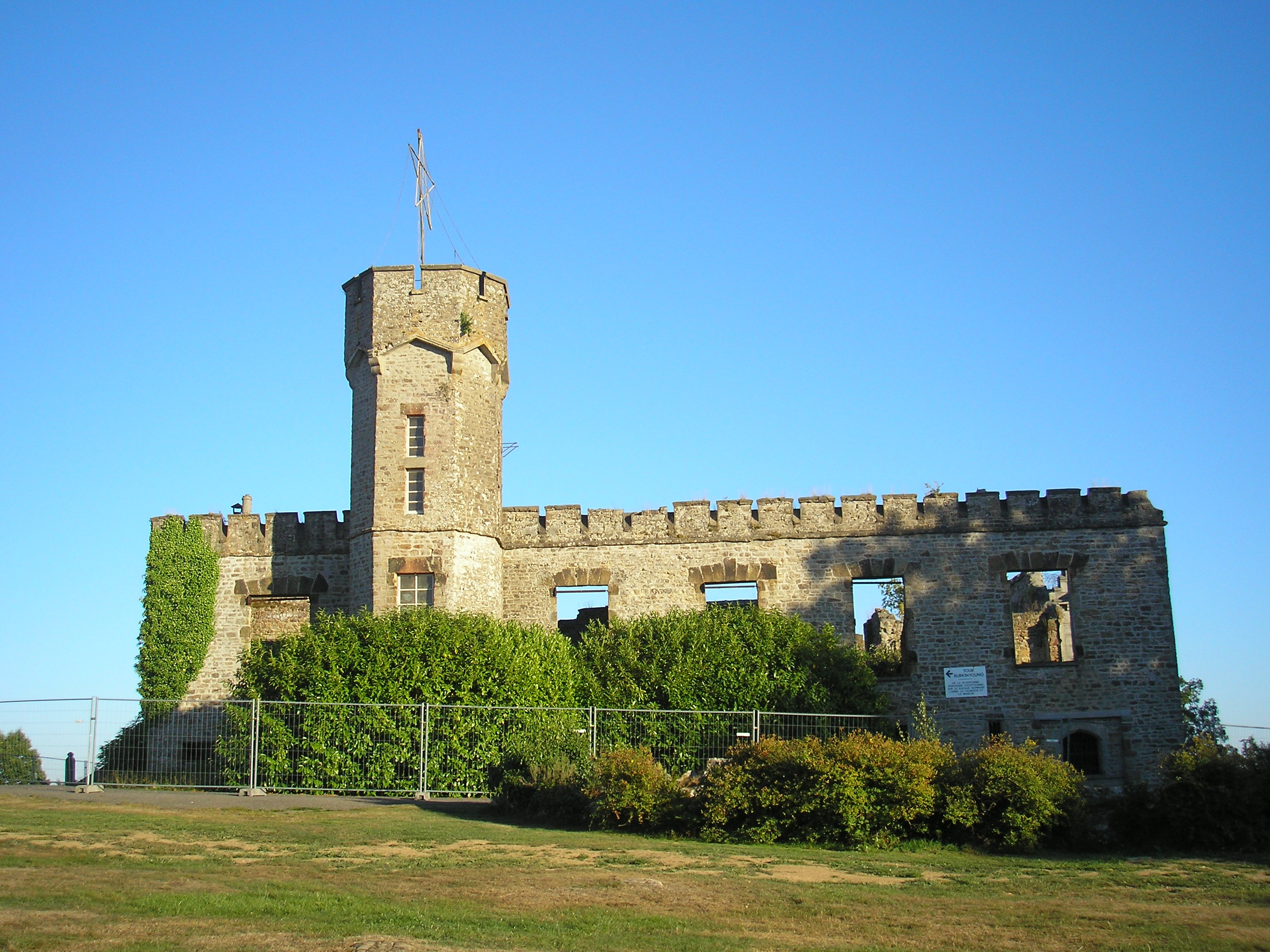
Burgruine vom Mont Cerisy
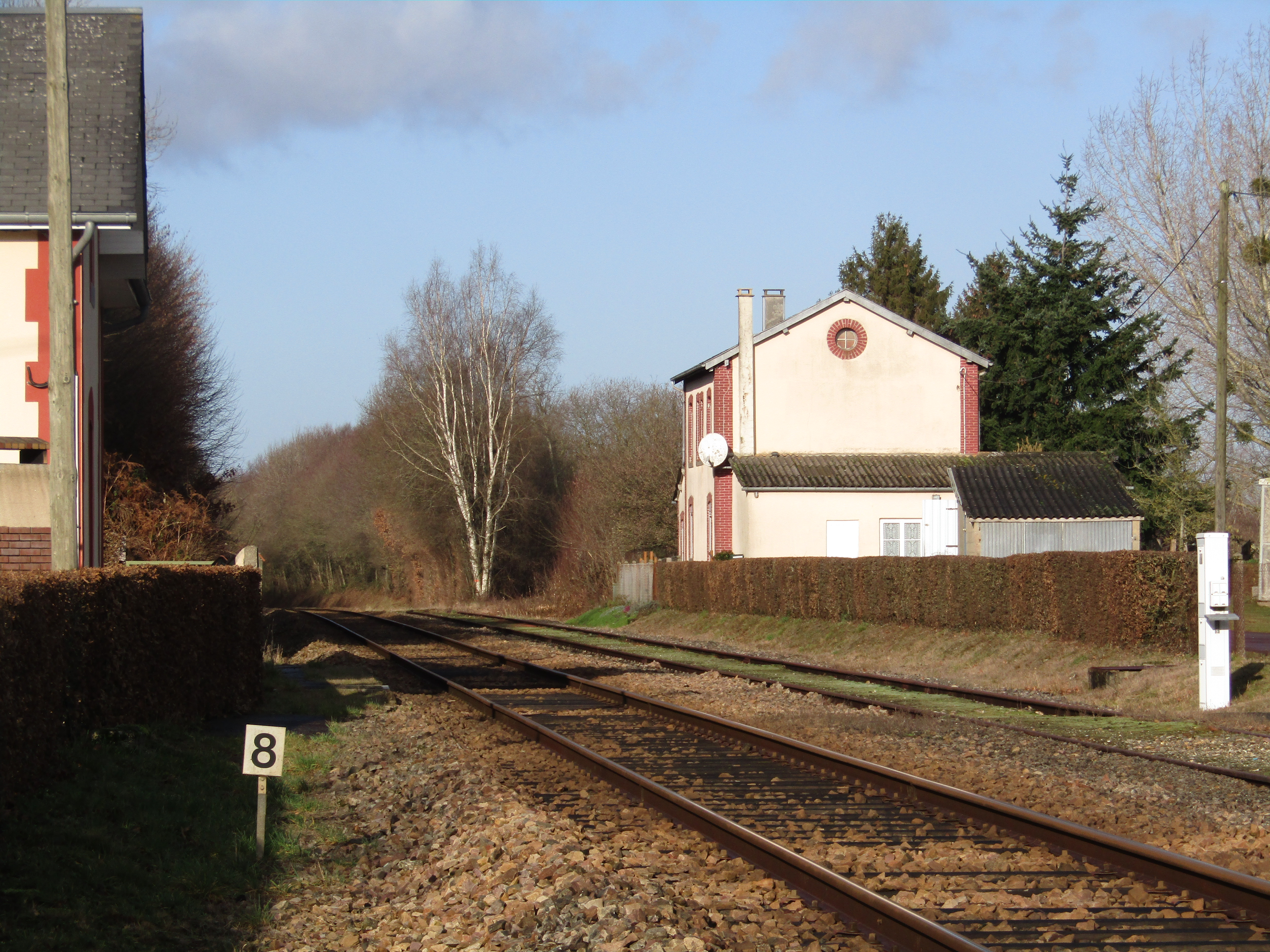
Ehemaliger Bahnhof Cerisy

## Persönlichkeiten
- Étienne de Veniard, Sieur de Bourgmont (1679–1734), Entdecker (im Missouri-Flussgebiet)